# Euthalia albopunctata
Euthalia albopunctata är en fjärilsart som beskrevs av Crowley 1895. Euthalia albopunctata ingår i släktet Euthalia och familjen praktfjärilar. Inga underarter finns listade i Catalogue of Life.